# Eridania Scopulus
L'Eridania Scopulus è una struttura geologica della superficie di Marte.